# Marc Ewing
Marc Ewing es el empresario creador de la empresa Red Hat y de las distribuciones homónimas de Linux, Red Hat Linux.
En diciembre de 1992, Marc Ewing se graduó en la Universidad de Carnegie Mellon e inmediatamente fundó una compañía de software llamada Red Hat. En agosto de 1999, Red Hat salió a bolsa con un éxito espectacular: en los últimos días de septiembre, la capitalización de Red Hat alcanzó los $6500 millones de dólares.